# Cirripectes matatakaro
Cirripectes matatakaro — вид риб родини собачкових. Описаний у 2020 році.

## Поширення
Вид поширений на коралових рифах в центральній частині Тихого океану. Трапляється на рифах островів Лайн (атоли Пальміра, Табуаеран і Кіритіматі), Маркізьких островів, Туамоту, Піткерна, островів Гамб'є і Тубуаї.

## Опис
Дрібна рибка, завдовжки до 6,6 см.